# 엠린 휴스
엠린 휴스(영어: Emlyn Hughes, OBE, 1947년 8월 28일 ~ 2004년 11월 9일)는 영국의 축구 선수, 감독이다. 수비수와 미드필더로 리버풀, 블랙풀, 울버햄프턴 원더러스, 로더럼 유나이티드 등에서 활약했으며 1974년부터 1980년까지 잉글랜드 축구 국가대표팀 주장을 역임했다.
1981년부터 1983년까지 로더럼 유나이티드의 감독을 맡기도 했다.

## 서훈
- 1980년 대영 제국 훈장 4등급(OBE) 수훈[1]